# Cheilotrichia (Cheilotrichia) valai
Cheilotrichia (Cheilotrichia) valai is een tweevleugelige uit de familie steltmuggen (Limoniidae). De soort komt voor in het Palearctisch gebied.